# (12930) 1999 TJ6
(12930) 1999 TJ6 est un objet de la ceinture principale extérieure découvert en 1999.

## Description
(12930) 1999 TJ6 a été découvert le 2 octobre 1999 à Višnjan, une municipalité située dans le comitat d'Istrie en Croatie, par Korado Korlević et Mario Jurić.

### Caractéristiques orbitales
L'orbite de cet astéroïde est caractérisée par un demi-grand axe de 3,22 UA, un périhélie de 2,76 UA, une excentricité de 0,14 et une inclinaison de 1,46° par rapport à l'écliptique. Du fait de ces caractéristiques, à savoir un demi-grand axe entre 3,2 et 4,6 UA, il est classé, selon la JPL Small-Body Database, comme objet de la ceinture principale extérieure.

### Caractéristiques physiques
(12930) 1999 TJ6 a une magnitude absolue (H) de 13,6 et un albédo estimé à 0,066.